# Knut V. Pettersson
Knut Valdemar Pettersson, född 27 februari 1906 i Maria Magdalena församling i Stockholm, död 16 december 1969 i S:t Görans församling i Stockholm, var en svensk tecknare, grafiker, målare och illustratör.

## Biografi
Knut V. Pettersson var son till metallarbetare Carl Wilhelm Pettersson och Ingeborg Waxell samt från 1938 gift med Alice Timmerman. Efter avslutad skolgång arbetade han som springpojke något år innan han 1923 började studera vid Tekniska skolan, samtidigt som han inledde sina studier utförde han några mindre reklamarbeten för filmbranschen. Han var elev vid Figge Fredrikssons målarskola 1927–1928 och vid Otte Skölds målarskola 1929. Han studerade grafisk konst en kortare tid vid Kungliga konsthögskolans grafiska avdelning 1937. Pettersson tilldelades Maria Leander-Engströms stipendium 1940 och ett stipendium från Kungafonden 1954. Tillsammans med Inez Leander och Karin Persson ställde han ut Malmö 1947 och 1954, samt med Harald Jürissaar och Pär Nordlander på Galerie Moderne 1950. Tillsammans med Kurt Söderström ställde han ut på Galerie Æsthetica 1954. Separat ställde han ut på Färg och form 1964. Sedan 1935 medverkade han i flera av Sveriges allmänna konstförenings utställningar i Stockholm och han medverkade i samlingsutställningar arrangerade av Grafiska sällskapet, Svenska konstnärernas förening och Riksförbundet för bildande konst. Han var representerad i utställningen Tecknare i FIB som visades på De Ungas salong 1947, i utställningen Svenska akvareller 1925–1947 som visades på Konstakademin 1947 samt i utställningen Svart och vitt på Konstakademien 1955 och Då och nu Svensk grafik 1600–1959 som visades på Liljevalchs konsthall 1959.
Pettersson är representerad vid bland annat Nationalmuseum  och Moderna Museet i Stockholm, Göteborgs konstmuseum, Prins Eugens Waldemarsudde, Norrköpings konstmuseum och Eskilstuna konstmuseum.
Efter Petterssons död inrättades 1972 en fond vars uppgift var att årligen utdela ett stipendium om 10 000 kronor till en välförtjänt svensk tecknare över 40 år. Stipendiaten utses av styrelsen för föreningen Svenska Tecknare. Den förste som erhöll detta stipendium år 1973 var Einar Norelius.
Knut V. Pettersson är gravsatt i minneslunden på Skogskyrkogården i Stockholm.

## Knut V. Pettersson-stipendiater[11]
De tecknare som utsetts till Knut V Pettersson-stipendiater är

- 1973 – Einar Norelius
- 1974 – Edward Lindahl
- 1975 – Georg Lagerstedt
- 1976 – Eric Palmquist
- 1977 – Ann Margret Dahlquist-Ljungberg
- 1978 – Gösta Kriland
- 1979 – Kerstin Abram-Nilsson
- 1980 – Erik Prytz
- 1981 – Curt Peters
- 1982 – Björn Jonson
- 1983 – Eric Linné
- 1984 – Claes Bäckström
- 1985 – Lars Wellton
- 1986 – Björn Berg
- 1987 – Kaj Beckman
- 1988 – Åke Eriksson
- 1989 – Svenolov Ehrén
- 1990 – Mark Sylwan
- 1991 – Ulf Löfgren
- 1992 – Jane Bark
- 1993 – Ewert Karlsson EWK
- 1994 – Per Åhlin
- 1995 – Inga Borg
- 1996 – Kerstin Thorvall
- 1997 – Bosse Falk
- 1998 – Helga Henschen
- 1999 – Eva Eriksson
- 2000 – Fibben Hald
- 2001 – Bo Mossberg
- 2002 – Lasse Sandberg
- 2003 – Lehån, Lars-Erik Håkansson
- 2004 – Owe Gustafsson
- 2005 – Gunna Grähs
- 2006 – Johan Hagelbäck
- 2007 – Carina Länk
- 2008 – Tippan Nordén
- 2009 – Gunilla Kvarnström
- 2010 – Jens Ahlbom
- 2011 – Cecilia Torudd
- 2012 – Anna-Clara Tidholm
- 2013 – Joakim Pirinen
- 2014 – Lena Furberg
- 2015 – Charlie Christensen
- 2016 – Martin Kellerman
- 2017 – Stina Eidem
- 2018 – Gunnar Lundkvist
- 2019 – Nils Gulliksson [12]
- 2020 – Jan Lööf[13]

## Illustrationer i och omslag till följande böcker[14]
Knut V. Pettersson har illustrerat följande böcker
- 1937 – Cornelia Meigs: Master Simons bragd
- 1945 – Anna Lisa Lundkvist: Vägen till Kanarieön
- 1946 – Boris Persson: Längebyns hemliga riddare
- 1949 – Lennart Hellsing: Absaloms död
- 1950 – Carl Emil Englund: Ödslighet, andra upplagan
- 1951 – Carl Emil Englund: Det mörknar under träden, omslagsvinjett
- 1955 – Carl Emil Englund: Eko av sommaren, omslagsvinjett
- 1955 – Harriet Hjorth: Den sjunkna skogen, omslagsvinjett
- 1959 – Carl-Emil Englund: Spillror ur gårdagen, andra upplagan, omslagsvinjett
- 1961 – Lennart Blom: Jordens oro viker
- 1965 – Carl Emil Englund: Räkna inte sekunderna
- 1990 – Carl Emil Englund: Dröm och hägring [15]

## Priser och utmärkelser
- 1956 – Boklotteriets stipendiat